# Metro de Bucarest
El Metro de Bucarest (en rumano: Metroul din București) es el sistema de metro de la ciudad de Bucarest, la capital de Rumanía, inaugurado en noviembre de 1979 y operado por la compañía Metrorex. Es uno de los medios de transporte de la ciudad más utilizados, con una afluencia diaria —en días laborables— de 750.000 pasajeros. En total son 77 kilómetros en torno a los cuales se distribuyen 63 estaciones.

## Historia
Los primeros planes de construir el Metro de Bucarest fueron planteados en 1930, en el marco de un plan general de modernización de la ciudad. En 1938 las autoridades locales asignaron la tarea de planificar y construir un metro a la compañía S. A. Metropolitanul, cuyo trabajo debió haber comenzado en 1941. Sin embargo, la Segunda Guerra Mundial, seguida de periodos de tensión política que culminaron en la implantación de un sistema comunista, puso fin a este proyecto.
En torno a 1970, el sistema de transporte público empezó a dar muestras de ser insufiente para una ciudad como Bucarest, en franco desarrollo, a pesar de contar con el cuarto más amplio de Europa. Así, una comisión determinó la necesidad de construir un sistema de transporte subterráneo, lo que luego sería el Metro de Bucarest. El metro está considerado como quizá la única política acertada en cuanto a la planificación de Bucarest se refiere en el marco del gobierno comunista. En medio de una desastrosa organización y de la construcción de edificios innecesarios, como el Palacio del Pueblo, este proyecto realmente mejoró la calidad de vida de los ciudadanos.

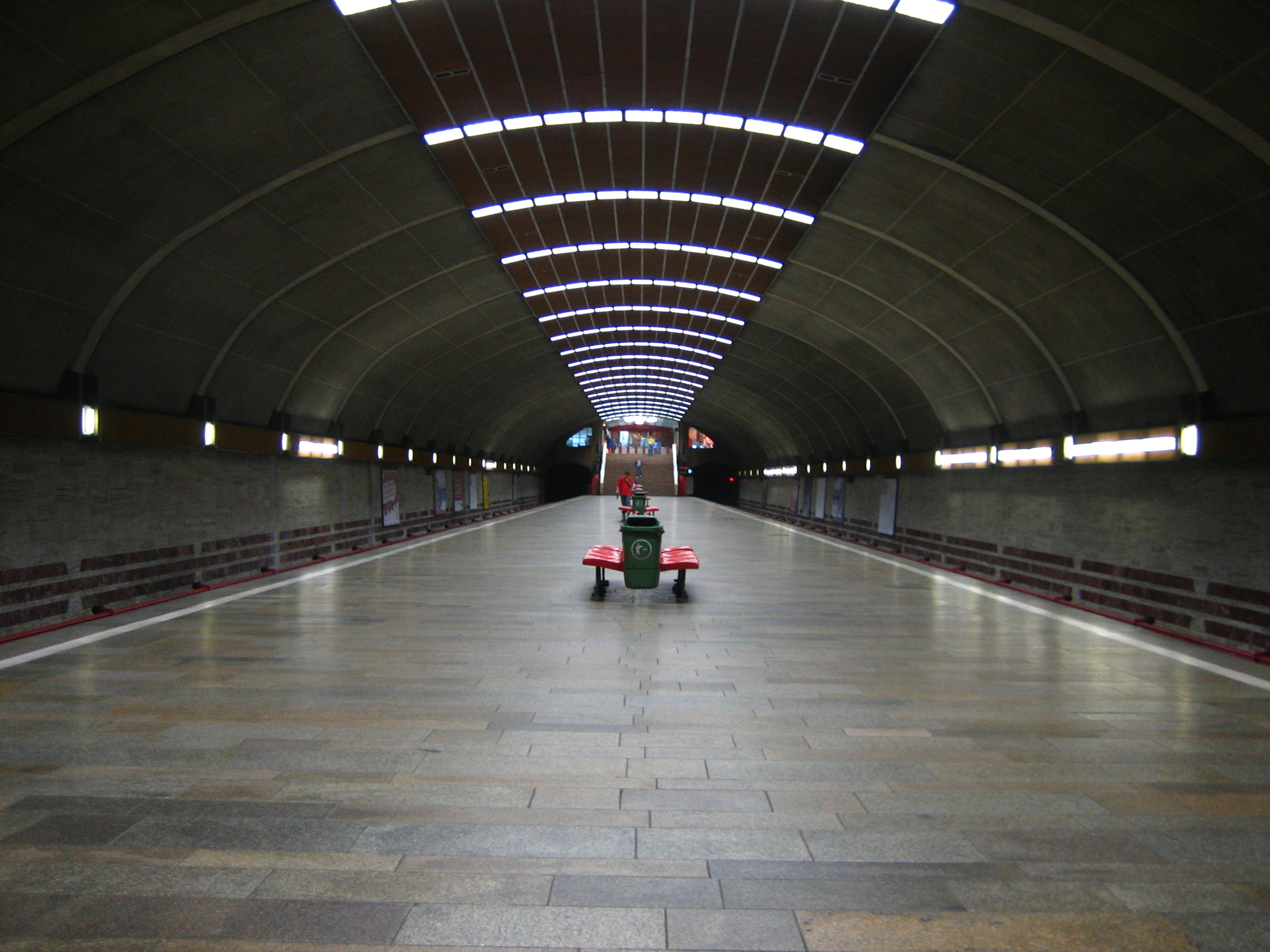
Una de las estaciones de la red.

La red no fue construida con el estilo de otros metros de la Europa del este. En primer lugar, el diseño de las estaciones de las primeras líneas fue simple, claro y moderno, sin ningún tipo de decoración excesiva o de iluminación innecesaria. En este sentido, lo que se buscaba era velocidad en el tránsito y modernidad. En segundo lugar, los trenes y todo el sistema fueron hechos en Rumanía y no siguiendo ninguna influencia exterior. Cada estación solía estar decorada con un color (generalmente en blanco, pero hay excepciones como la estación de Universitate —en azul— o la estación de Obor —en naranja—). No obstante, ninguna estación se hizo al modelo de otra. Esta practicidad no se cumple en algunas estaciones, que son especialmente oscuras debido a políticas de ahorro energético en los años 1980, pero esto ha sido subsanado en algunas mejoras de la red. Bucarest, de este modo, fue dotado de un sistema metropolitano mayor que el de Praga, Ámsterdam o Budapest. Además, cuando el proyecto de ampliación que está proyectado en la actualidad se lleve a cabo, la red crecerá a más de 100 kilómetros y 80 estaciones.

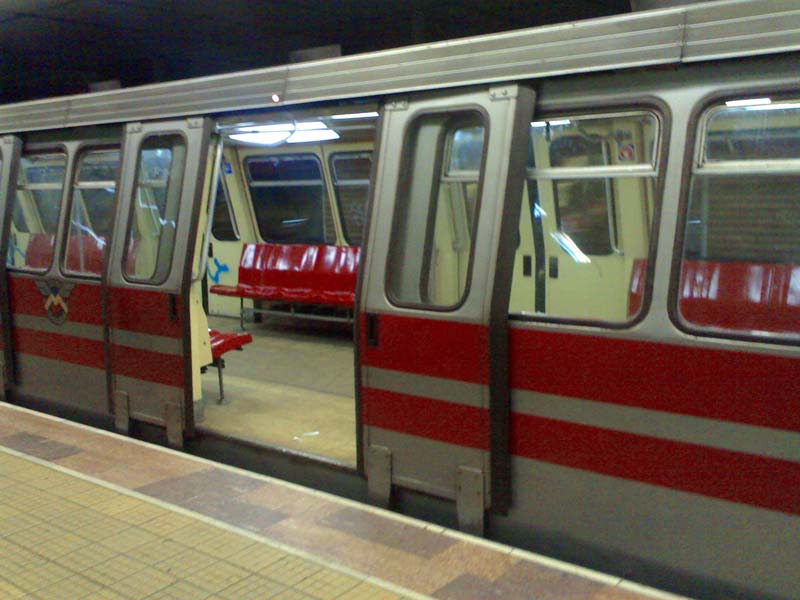
Uno de los trenes que estuvieron en servicio hasta el año 2012.

La primera línea, M1, fue abierta el 16 de noviembre de 1979, yendo desde Timpuri Noi hasta Semănătoarea. Eran 6,2 kilómetros con seis estaciones. Más tarde, se fueron realizando sucesivas ampliaciones:
- Diciembre de 1981: M1/M3 Timpuri Noi - República; 10.1 kilómetros, 6 estaciones
- Agosto de 1983: M3 Eroilor - Industriilor, 8.63 kilómetros, 5 estaciones (Estación de Gorjului añadida en 1994)
- Diciembre de 1984: M1 Semănătoarea - Crângaşi, 0.97 kilómetros, 1 estación
- Enero de 1986: M2 Piaţa Unirii - Depoul IMGB; 9.96 kilómetros, 8 estaciones
- Octubre de 1987: M2 Piaţa Unirii - Pipera; 8.72 kilómetros, 6 estaciones
- Diciembre de 1987: M1 Crângaşi - Gara de Nord 1; 2.83 kilómetros, 2 estaciones (Estación de Basarab añadida en 1992)
- Agosto de 1989: M1 Gara de Nord 1 - Dristor 2; 7.8 kilómetros, 6 estaciones
- Enero de 1990: M1/M3 República - Pantelimon; 1.43 kilómetros, 1 estación (una única vía, opera en horario especial)
- Marzo de 2000: M4 Gara de Nord 2 - 1 Mai; 3.6 kilómetros, 4 estaciones.
- Noviembre de 2008: M3 Nicolae Grigorescu 2 – Linia de Centură (now Anghel Saligny); 4.7 kilómetros, 4 estaciones.
- Julio de 2011: M4 Mai – Parc Bazilescu; 2.6 kilómetros, 2 estaciones.
- Marzo de 2017: M4 Parc Bazilescu – Străulești; 2.1 kilómetros, 2 estaciones.
- Septiembre de 2020: M5 Raul Doamnei/Valea Ialomitei – Eroilor 2; 7.2 kilómetros, 10 estaciones.

Las estaciones de más tamaño que conectan con varias líneas (como por ejemplo Victoriei) tienen dos terminales, y cada terminal recibe un nombre diferente (Victoriei 1 y Victoriei 2). En el mapa oficial de la red, una y otra aparecen como dos estaciones conectadas entre sí, pero en la práctica (y en el plano que se da a los viajeros) solo hay una estación, con plataformas en diferentes niveles de altura. A esto hay una excepción: Gara de Nord 1 y Gara de Nord 2, que son estaciones separadas (aunque están unidas por un pasaje subterráneo, pero el viajero ha de salir del servicio y pagar como un viaje diferente).
En general, las estaciones subterráneas tienen largas galerías interiores. La más amplia, la estación de Piaţa Unirii, es como una catedral, con amplias zonas interiores que albergan tiendas de outlet y comida rápida, así como un gran número de corredores que comunican entre sí.
Desde 2008, la red entera funciona, a excepción del depósito IMGB en la parte más al sur de la línea M2.

## Red de estaciones
| Bucharest Metro Map | \| Línea M1 Entre Dristor y Pantelimon Abierta en 1979 Línea M2 Entre Pipera y Depou IMGB Abierta en 1986 Línea M3 Entre Industriilor y Eroilor Abierta en 1989 Línea M4 Entre 1 Mai y Gara de Nord Abierta en 2000 Línea M5 Entre Ghencea y Pantelimon Abierta en 2020 Línea M6 Entre Rahova y Colentina Será abierta en 2025 Línea M7 Entre la Línea M2 y Otopeni Abierta en el futuro También están planeadas las siguientes estaciones: - Dorobanţi, entre Ştefan cel Mare y Piaţa Victoriei - Giuleşti entre Crângaşi y Basarab \| |
| Línea M1 Entre Dristor y Pantelimon Abierta en 1979 Línea M2 Entre Pipera y Depou IMGB Abierta en 1986 Línea M3 Entre Industriilor y Eroilor Abierta en 1989 Línea M4 Entre 1 Mai y Gara de Nord Abierta en 2000 Línea M5 Entre Ghencea y Pantelimon Abierta en 2020 Línea M6 Entre Rahova y Colentina Será abierta en 2025 Línea M7 Entre la Línea M2 y Otopeni Abierta en el futuro También están planeadas las siguientes estaciones: - Dorobanţi, entre Ştefan cel Mare y Piaţa Victoriei - Giuleşti entre Crângaşi y Basarab | |

## Flota

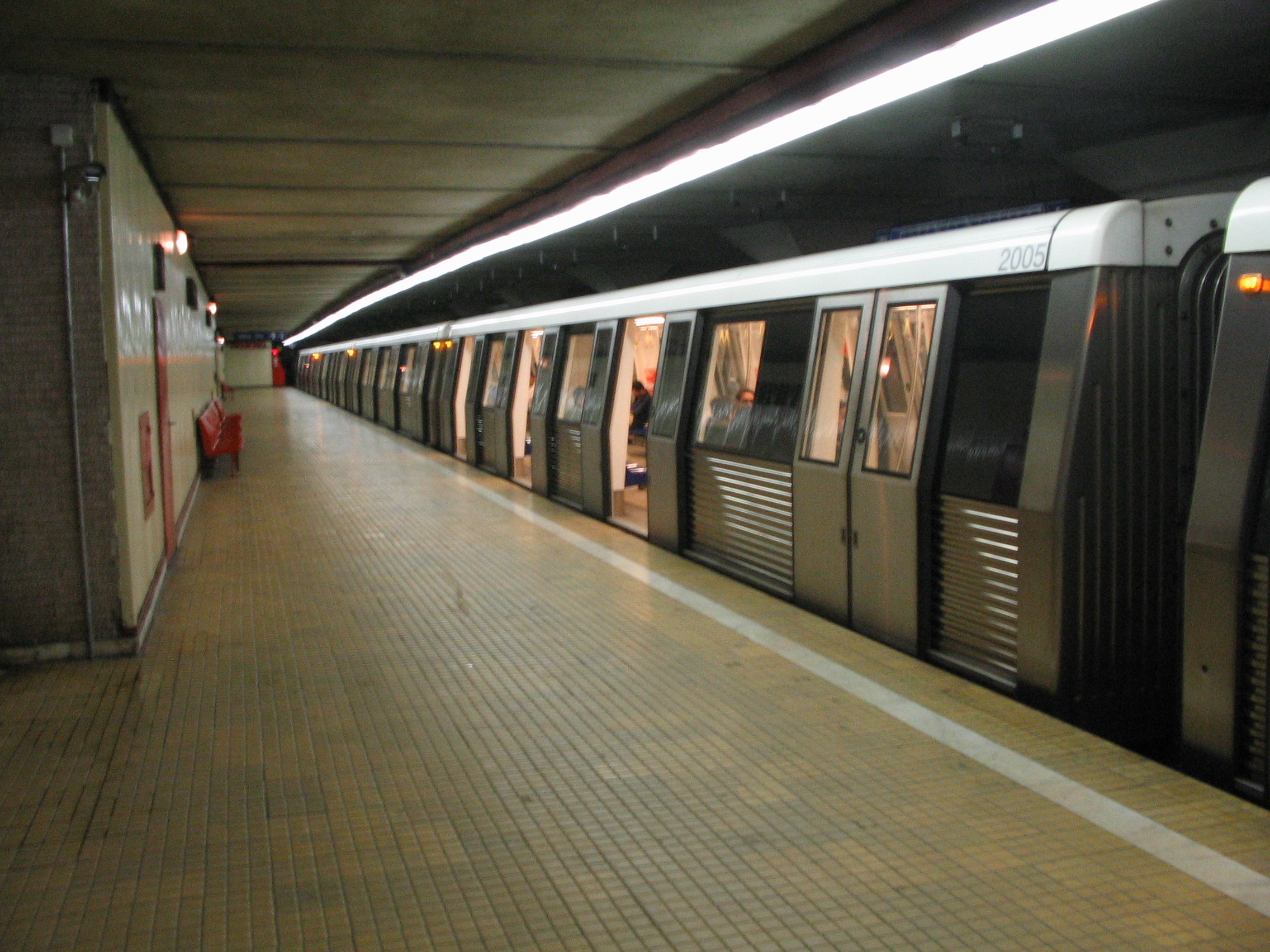
Un tren de tipo Bombardier entrando en una estación del Metro de Bucarest.

El sistema cuenta con dos tipos de vehículos: 
- 252 ASTRA Arad, en formación B'B'-B'B', fabricados entre 1978 y 1993
- 44 Movia BM2 y BM21 fabricados por Bombardier (2'2'+Bo'Bo'+Bo'Bo'+Bo'Bo'+Bo'Bo'+2'2'), hechos entre 2002 y 2008

Los trenes del sistema están formados por diferentes vagones unidos entre sí. Cada uno cuenta con dos permanentemente unidos que pueden funcionar por sí solos. En las líneas M1 y M3, tres grupos -en total seis vagones- están conectados, alcanzando los 120 metros de largo, mientras que en la línea M4 van de dos en dos. La M2, por su parte, solo usa trenes de la compañía Bombardier. 
La mayoría de los trenes ASTRA, que fueron construidos entre 1978 y 1993, están en el final de su ciclo vital, por lo que paulatinamente están siendo sustituidos. Los Bombardier, por su parte, son seis vagones conectados entre sí, formando un largo corredor a lo largo de todo el vehículo. En la actualidad la compañía cuenta con 252 ASTRA, de los cuales 181 están en funcionamiento y el resto en reserva. También hay 40 Bombardier en uso, más otros cuatro en reserva.
Los Bombardier reciben diferentes nombres para su identificación. Los utilizados en la línea M2 llevan nombres de flores, mientras que los de las líneas M1/M3 llevan nombres de capitales de países de la Unión Europea. También llevan una identificación de cuatro cifras, consistente en:
- Primera cifra: la mitad de los trenes empieza por 1, y la otra mitad por 2. Esto es la dirección del tren, en un sentido o en otro.
- Segunda cifra: el número 0 indica la línea M2, y el número 1 las líneas M1 y M3
- Tercera y cuarta cifra: el número de serie del tren.

- Trenes utilizados en las líneas M2:
  - 1001 & 2001: Dahlia
  - 1002 & 2002: Narcissus
  - 1003 & 2003: Camellia
  - 1004 & 2004: Hyacinthus
  - 1005 & 2005: Violeta
  - 1006 & 2006: Margarita
  - 1007 & 2007: Paeoniaceae
  - 1008 & 2008: Chrysanthemum
  - 1009 & 2009: Tagetes patula
  - 1010 & 2010: Lilium candidum
  - 1011 & 2011: Jazmín
  - 1012 & 2012: Freesia
  - 1013 & 2013: Iris
  - 1014 & 2014: Nymphaea
  - 1015 & 2015: Althaea officinalis
  - 1016 & 2016: Magnolia
  - 1017 & 2017: Syringa vulgaris
  - 1018 & 2018: Gladiolus
- Trenes utilizados en las líneas M1/M3:
  - 1101 & 2101: Europa
  - 1102 & 2102: Bucarest
  - 1103 & 2103: Estocolmo
  - 1104 & 2104: Berlín
  - 1105 & 2105: Londres
  - 1106 & 2106: París
  - 1107 & 2107: Roma
  - 1108 & 2108: Madrid
  - 1109 & 2109: Luxemburgo
  - 1110 & 2110: Bruselas
  - 1111 & 2111: Viena
  - 1112 & 2112: Atenas
  - 1113 & 2113: Copenhague
  - 1114 & 2114: Budapest
  - 1115 & 2115: Praga
  - 1116 & 2116: Varsovia
  - 1117 & 2117: La Haya
  - 1118 & 2118: Helsinki
  - 1119 & 2119: Lisboa
  - 1120 & 2120: Bratislava
  - 1121 & 2121: Dublín
  - 1122 & 2122: Nicosia

La decoración de los trenes es blanca con dos rayas amarillas o rojas en el caso de los ASTRA, o todo de acero inoxidable con matices negros y blancos, en el caso de los Bombardier. Todos los tres funcionan con 750 V CC. La velocidad máxima del sistema es 80 km/h, aunque líneas futuras, como la M5, pretenden incrementar dicha velocidad tope a 100 km/h.

## Sistema de señalización
El sistema de señalización luminoso es similar al utilizado por la Căile Ferate Române, es decir:
- Rojo: Stop
- Amarillo: la siguiente señal es un Stop
- Verde: la siguiente señal no es un Stop

La distancia mínima entre dos trenes es 90 segundos. En la línea M2, el sistema de señalización ha sido sustituido por el ATP System. En ese caso, las señales entre estaciones permanecen apagadas, y para salir o entrar en las mismas hay señales con una luz roja y las letras ATP. Paulatinamente, este sistema sustituirá a la señalización clásica en el resto de líneas.

## Críticas

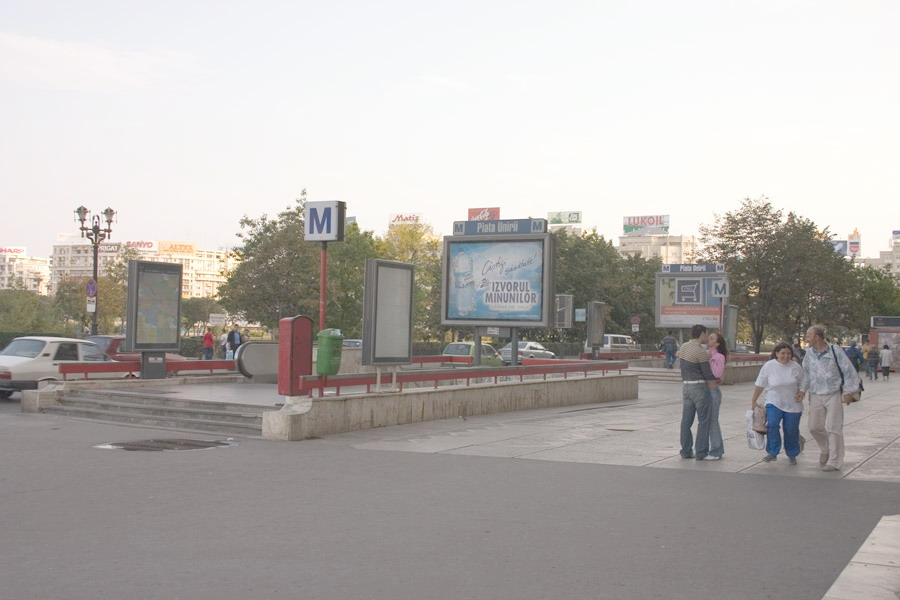
Acceso a una de las estaciones.

Aunque el Metro de Bucarest es, en líneas generales, un medio de transporte eficiente, hay algunas críticas que habitualmente recibe el servicio. La más frecuente es la relativa a la mala señalización de la red, tanto a lo largo de las estaciones como en el propio plano de usuarios. Muchas de las estaciones no tienen mapas que abarquen la red entera, contando solo con paneles que muestran las estaciones de esa línea, o incluso solo algunas de esa línea. Por otro lado, también es frecuente encontrar estaciones que no indican ni donde están los andenes ni las salidas. Por esta razón, hay viajeros que se pierden o toman trenes en dirección opuesta. Este problema está siendo solucionado en la actualidad, con un nuevo sistema de señalización que se puso a prueba en las estaciones de Dristor, Piaţa Unirii, Eroilor y Piaţa Victoriei.
Otra fuente de conflicto son las indicaciones sonoras en estaciones y trenes. En ocasiones, los trenes no dicen el nombre de la estación cuando entran en la misma, y cuando las puertas cierran hacen alusión a ello. El mensaje habitual es: "¡Atención! ¡Las puertas se están cerrando! La próxima estación es ... hacia el lado izquierdo/derecho de la estación" (Atenţie, se închid uşile! Urmează staţia ... cu peronul pe partea dreaptă/stângă). Esto parece haberse solucionado con la introducción de los trenes Bombardier, que constantemente repiten el nombre de la siguiente estación.
Hay más críticas, éstas relacionadas no con el servicio de la red en sí, sino por su cobertura. Algunas zonas de la ciudad no cuentan con acceso al Metro, y es frecuente que la distancia entre algunas paradas sea lo demasiado larga como para considerar que la zona entre ambas no tiene el suficiente servicio.

## Desarrollo en el futuro
En la actualidad, hay una serie de ampliaciones pensadas a corto plazo: 
- La ampliación de la línea M4 (abierta en 2000 y que en la actualidad va de Gara de Nord a 1 Mai), que será abierta desde 1 Mai hacia el norte, con 3.1 kilómetros y dos estaciones nuevas en 2009/2010.[3]

A largo plazo, también hay pensadas otras ampliaciones: 
- Una nueva línea, M5, de 19 estaciones y 18-19 kilómetros, que tendrá correspondencias con M1, M2 y M3. Su construcción ha empezado en 2008, y terminará en 2020. La inversión se estima en 740 millones de euros.[5]

- Un ramal en la línea M4 que de acceso a los dos aeropuertos de la ciudad. Ambos en la actualidad se comunican con la ciudad mediante autobús. La conexión con el Metro es muy interesante, pues ambos están en la zona norte de la ciudad y sería sencillo unirlos. En principio, esta obra finalizará en 2014, tendrá 13.9 kilómetros y 14 estaciones, y costará mil millones de euros.[6]

## Tarifas
El transporte público de Bucarest está fuertemente subvencionado, y los subsidios se incrementan constantemente en el marco de una política local que pretende reducir los atascos de tráfico, la polución y los problemas de aparcamiento. Al igual que la Regia Autonomă de Transport Bucureşti, el metro ve reforzado su servicio en las horas punta de la mañana y de la noche. 
La red utilizaba una tarjeta que no era válida para tranvías, autobuses o trolebuses. Las tarjetas de metro no son válidas para tranvías o autobuses, y un viajero deberá pagar dos viajes diferentes para usar dichos medios. Sin embargo, desde julio de 2006 se ha tratado de coordinar el transporte público, y desde 2007 existe un abono mensual que permite utilizar todos los medios de transporte públicos de la ciudad.
Los abonos que se venden por tiempo, tienen un número ilimitado de viajes, y se pueden utilizar cada 15 minutos.
Las tarifas son las siguientes: (Desde el 15 de octubre de 2017)
- 1 viaje - 2.50 Lei (€ 0.54)[9]
- 2 viajes - 5 Lei (€ 1.07)
- 10 viajes - 20 Lei (€ 4.29)
- Abono semanal - 25 Lei (€ 5.36
- Abono mensual - 70 Lei (€ 15.02)
- Abono mensual tarifa joven/estudiantes - 35 RON (€ 7.51). En ciertas ocasiones es gratuito.
- 1 Día - 8 Lei (€ 1.72)
- Gratis para ciudadanos con más de 70 años
- Además hay abonos para grupos de 3, 4 o 5 personas para viajes individuales.